# Tau2 Gruis
Título a ser usado para criar uma ligação interna é Tau2 Gruis.
Tau2 Gruis (71 Gruis) é uma estrela na direção da constelação de Grus. Possui uma ascensão reta de 22h 55m 16.19s e uma declinação de −48° 29′ 30.8″. Sua magnitude aparente é igual a 6.67. Considerando sua distância de 152 anos-luz em relação à Terra, sua magnitude absoluta é igual a 3.33. Pertence à classe espectral F7V:.